# Bund der Industriellen
Der Bund der Industriellen (BdI), gegründet am 7. November 1895, wurde ins Leben gerufen, um die Interessen der verarbeitenden Industrie gegenüber Politik und konkurrierenden Verbänden zu vertreten.
Seine Entstehung gehört in den Kontext einer Welle von Verbands- und Vereinsgründungen, die im 19. Jahrhundert, besonders stark aber seit der Reichsgründung 1871, das gesellschaftliche Leben in Deutschland veränderte.
Laut seiner Satzung bezweckt er „die Wahrung der gemeinsamen Interessen der deutschen Industrie, sowie ein Zusammenwirken in allen die deutsche Industrie betreffenden Fragen.“ Ein Motiv für die Gründung war, dem einflussreichen „Bund der Landwirte“ eine schlagkräftige Interessenvertretung der Industrie entgegenzustellen. Außerdem grenzte er sich vom „Centralverband deutscher Industrieller“ (CDI) ab, der die Montanindustrie vereinte und die Zollschutzpolitik der Regierung unterstützte.
Der BdI, dessen Präsidium zeitweise Gustav Stresemann und Arthur von Studnitz angehörte, verschaffte ausdrücklich den kleineren und mittleren Betrieben der Leicht- und Fertigindustrie – aber auch der aufstrebenden elektrotechnischen und chemischen Industrie – Gehör. Er plädierte für einen explizit freihändlerischen Kurs.
Nach dem Ersten Weltkrieg vereinigten sich 1919 der CDI und BdI im Reichsverband der Deutschen Industrie.